# Kelly Patrick
Kelly Patrick (* 14. Oktober 1974) ist ein ehemaliger kanadischer Squashspieler.

## Karriere
Kelly Patrick begann seine professionelle Karriere in den 1990er-Jahren und war bis 2001 auf der PSA World Tour aktiv. In dieser Zeit erreichte er zwei Finals. Seine höchste Platzierung in der Weltrangliste erreichte er mit Rang 44 im September 1999. Seinen Karrierehöhepunkt stellte 1997 die Vizeweltmeisterschaft mit der kanadischen Nationalmannschaft dar. An der Seite von Jonathon Power, Graham Ryding und Gary Waite unterlag er im Finale gegen England. Auch 1999 und 2001 nahm er mit Kanada an der Weltmeisterschaft teil. Im Einzel stand er 1999 ein einziges Mal im Hauptfeld der Weltmeisterschaft. Er schied in der ersten Runde gegen Stefan Casteleyn aus. Bei den Panamerikanischen Spielen gewann er 1999 mit der kanadischen Mannschaft die Goldmedaille.

## Erfolge
- Vizeweltmeister mit der Mannschaft: 1997
- Panamerikanische Spiele: 1 × Gold (Mannschaft 1999)